# Hôpital Necker
Hôpital Necker è un centro ospedaliero che, dal 2011, fa parte dei 12 gruppi ospedalieri dell'Assistance Publique - Hôpitaux de Paris (AP-HP). Si trova nel XV arrondissement di Parigi.
Questo centro ospedaliero dipende dalla Facoltà di Medicina del Centro di Parigi dell'Università Paris-Cité.
Gli ospedali universitari Necker-Enfants Malades sono un ospedale specializzato in pediatria ma hanno anche servizi specializzati per adulti. È presente l'intera gamma di attività di medicina e chirurgia pediatrica.